# V378 Normae
V378 Normae även känd som HD 148218, är en ensam stjärna belägen i den södra delen av stjärnbilden Vinkelhaken. Den har en högsta skenbar magnitud av ca 6,21 och är mycket svagt synlig för blotta ögat där ljusföroreningar ej förekommer. Baserat på parallax enligt Gaia Data Release 3 på ca 1,03 mas beräknas den befinna sig på ett avstånd av ca 3 200 ljusår (ca  970 parsec) från solen. Den rör sig bort från solen med en heliocentrisk radialhastighet av ca 6 km/s.

## Egenskaper
V378 Normae är en blå till vit superjättestjärna av  spektralklass G8 Ib och en trolig Cepheidvariabel med ett magnitudintervall på 6,21 till 6,23 och en period på 3,5850 dygn. Den har en massa av ca 3,4 solmassor, en radie av ca 115 solradier och utsänder energi från dess fotosfär motsvarande ca 4 200 gånger solen vid en effektiv temperatur av ca 4 300 K.